# Harmanni

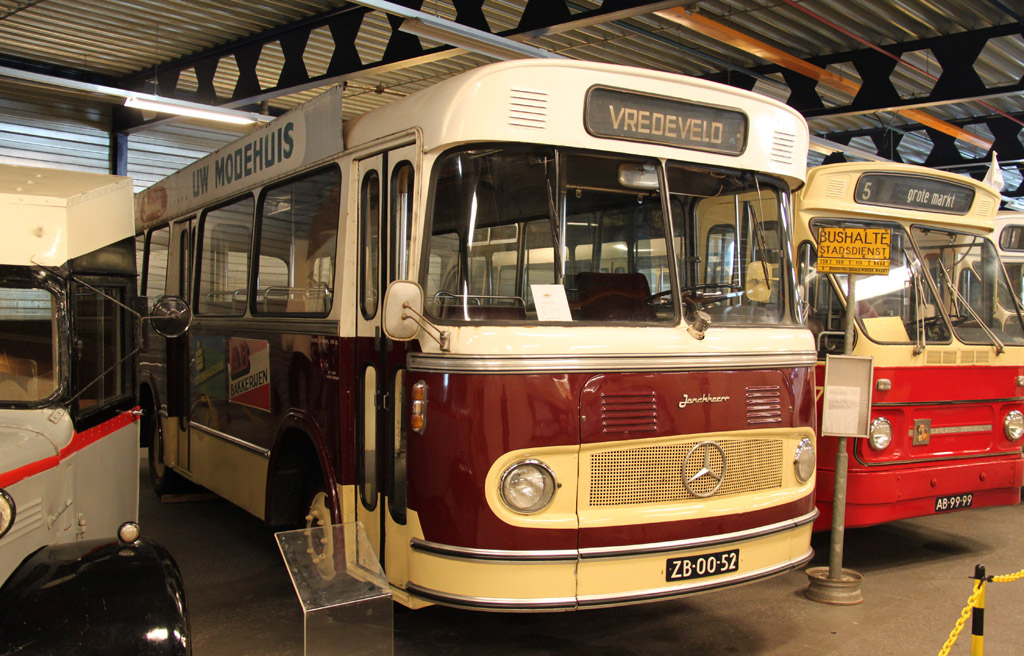
Bus 66 van Harmanni uit 1964. Deze bus maakt nu onderdeel uit van de collectie van het Nationaal Bus Museum.

De Fa. Garage Harmanni & Zonen, gevestigd te Assen, was van omstreeks 1930 tot 1990 een autobus- en touringcarbedrijf dat onder meer de stadsbuslijnen in Assen verzorgde.

## Appingedam
In de jaren twintig was J. Harmanni chauffeur bij de Damster Auto-Maatschappij te Appingedam. Samen met zijn compagnon Dijkman begon hij voor zichzelf. Ze richtten de Eerste Appingedammer Auto Garage (EAAG) op met busdiensten van Delfzijl via Meedhuizen, Tjuchem, Appingedam en Ten Boer naar Groningen. Daarbij werd van Appingedam tot Winneweer de Stadsweg gevolgd en vanaf daar de DAM-route op de noordelijke oever van het Damsterdiep. In 1929 kreeg de EAAG bij de instelling van het vergunningenstelsel van de Commissie Vergunningen Personenvervoer (CVP) geen concessie voor het uitoefenen van autobusdiensten. Hierbij kreeg de DAM het alleenrecht.

## Assen
Harmanni verhuisde naar Vries en in de jaren 30 naar Assen. In 1949 startte hij met de stadsbuslijnen door Assen. Daarnaast nam hij van een andere firma de busverbinding over van het station Assen naar het militair kampement en voormalig kamp Westerbork. Dit was vanaf 1951 als Woonoord Schattenberg in gebruik voor de opvang van Molukkers in Nederland. Tegen deze dagelijkse busverbinding tussen Assen, Hooghalen en Westerbork/Schattenberg gingen de DABO en EDS enkele malen tevergeefs in beroep bij de CVP. Beide bedrijven, gezamenlijk de aangewezen concessiehouders in dit streekvervoergebied, waren van mening dat Harmanni een vervoersverbod overtrad door zich niet te beperken tot het eindpuntenvervoer, maar ook reizigers naar en van tussenliggende bestemmingen op te nemen.
De dienst naar Schattenberg bleef bestaan tot het einde van de jaren zestig en werd toen overbodig omdat het woonoord gesloten werd. Op 1 januari 1986 werd het stadsvervoer in Assen overgenomen door de DVM (de rechtsopvolger van DABO-EDS). In 1990 werd het bedrijf van Harmanni met 20 autobussen verkocht aan het touringcarbedrijf Sijpkes te Stadskanaal.